# Bulbul rayé
Ixos leucogrammicus
Espèce
Statut de conservation UICN

 LC  : Préoccupation mineure
Le Bulbul rayé (Ixos leucogrammicus) est une espèce de passereaux de la famille des Pycnonotidae.

## Répartition
Il est endémique du Bukit Barisan (Sumatra, Indonésie).

## Habitat
Son habitat naturel est les forêts des plaines et montagnes humides subtropicales ou tropicales.